# Andreï Siniavski
Andreï Donatovitch Siniavski (en russe : Андрей Донатович Синявский, également orthographié André Siniavsky), né le 8 octobre 1925 à Moscou et mort le 25 février 1997 à Fontenay-aux-Roses (France), est un écrivain russe, dissident et survivant du goulag (ancien détenu de Perm-36). Il écrivit aussi sous le pseudonyme d'Abram Tertz (Абрам Терц).

## Biographie
Andreï Siniavski naît dans une famille de petite noblesse ralliée aux révolutionnaires communistes. « Il est élevé dans un culte rigoureux de la révolution ». Mais, en 1951, son père est arrêté puis envoyé en exil en raison de ses sympathies de jeunesse pour les socialistes révolutionnaires. 
Siniavski fait des études à la faculté des lettres de Moscou, puis entre, en 1953, à l'Institut de littérature mondiale Gorki. Trois ans plus tard, il écrit dans Novy Mir, le magazine littéraire de l'Union des écrivains soviétiques. 
Durant ces années, il rédige en secret, sous le pseudonyme d'Abram Tertz (nom d'un brigand juif, héros d'une ballade ukrainienne), des ouvrages où, « dans un style satirique, grotesque et fantastique », il critique le régime soviétique. Il parvient à les faire paraître en Occident ce qui est une première. Ces écrits lui valent d'être arrêté par le KGB, en septembre 1965, et de subir un procès en 1966 en compagnie de son ami Iouli Daniel, coupable également d'avoir publié en Occident. Le procès est remarqué car il s'agit du premier grand procès politique de l'époque post-stalinienne. Siniavski est condamné à sept ans de camp à régime sévère pour avoir publié sous un pseudonyme des ouvrages « à caractère anti-soviétique ». Le procès marque la fin du dégel autorisé par Nikita Khrouchtchev et la naissance de la dissidence en Union soviétique.
Il est libéré en 1972. Devenu une figure emblématique de la dissidence soviétique, il est invité à quitter le pays par le KGB. Il s'installe à Fontenay-aux-Roses (France) avec son épouse Maria Rozanova, endroit qui devient un lieu stratégique pour la dissidence en exil. Il est nommé en 1974 professeur de littérature et de civilisation russes à la Sorbonne.
Il s'oppose à la fin de sa vie à Alexandre Soljenitsyne, dont il avait déjà critiqué dans la New York Review of Books (novembre 1979) le nationalisme, ainsi qu'à Vladimir Maksimov.
Dans ses œuvres (Messieurs, la Cour, 1956 ; Lioubimov, 1963), il continue la tradition de Mikhaïl Boulgakov en mêlant satire de la réalité et fantastique.
Selon son fils Iegor Gran, il serait mort des suites d'un cancer.
En 2025, sa petite-fille Emma Siniavski, illustratrice, consacre à ses grands-parents la bande dessinée Babouchka et Dedouchka - survivre et s'amuser au pays des soviets. Elle y raconte avec humour la vie d'Andreï Siniavski et de sa femme Maria, à partir d'archives familiales.

## Œuvres
- Messieurs, la Cour, 1956
- Lioubimov, 1963
- Une voix dans le chœur, Seuil, 1974. L'ouvrage est une chronique de ses années de détention.
- Promenades avec Pouchkine, Seuil, 1976
- A l'ombre de Gogol, Seuil, 1978
- André la Poisse, Albin Michel, 1981,
- Bonne Nuit!, Albin Michel, 1984
- La Civilisation soviétique, Albin Michel, 1988
- Ivan le Simple, Albin Michel, 1990